# Abdon et Sennen
Pour les articles homonymes, voir Abdon.
Les saints Abdon et Sennen, ou encore Abdo, Abdus, et Sennès, Senoux, Sennis, Zennen selon les premiers calendriers et martyrologes, sont deux frères martyrs chrétiens reconnus par l'Église catholique romaine et l'Église orthodoxe. Ils sont célébrés le 30 juillet,,.

## Hagiographie
Historiquement, on ne connaît que très peu de choses sur ces saints : leurs noms, qu'ils étaient martyrs, et qu'ils furent enterrés un 30 juillet dans le cimetière de Pontien sur la Via Portuensis.
Leurs Actes, écrits pour la plupart au début du IXe siècle, les décrivent comme des Perses martyrs sous Dèce, aux alentours de l'an 250, et contiennent plusieurs explications fictives à propos de la raison et de l'occasion de leur venue à Rome ainsi que de la nature de leurs tourments. Ils relatent que leurs corps furent ensevelis par un sous-diacre, Quirin, puis plus tard transférés sous le règne de Constantin au cimetière de Pontien sur la route vers Porto, près des portes de Rome. Une peinture trouvée sur le sarcophage supposé contenir leurs restes les représente recevant du Christ des couronnes. Selon Joseph Alexandre Martigny (de), cette peinture date du VIIe siècle. Plusieurs villes, notamment Florence et Soissons, revendiquent la possession de leurs corps, mais les bollandistes affirment que ceux-ci reposent à Rome depuis 1474 à la basilique Saint-Marc l'Évangéliste au Capitol. L'abbaye Sainte-Marie d'Arles-sur-Tech possède un mystérieux sarcophage, appelé Sainte Tombe, qui aurait reçu les reliques d'Abdon et Sennen ramenées depuis Rome par l'abbé Arnulphe.

## La Légende de saint Abdon et saint Sennen
Selon La Légende dorée :

« Abdon et Sennen souffrirent le martyre sous l'empereur Dèce, car cet empereur, puissant à Babylone et dans d'autres provinces, y trouva des chrétiens qu'il ramena avec lui à Cordoue, où il les fit périr dans divers supplices. Et deux princes du pays, Abdon et Sennen, recueillirent les corps de ces martyrs et les ensevelirent avec honneur. Décius les envoya à Rome chargés de chaînes, et ils furent amenés devant le sénat et devant l'empereur, et on leur dit que s'ils voulaient sacrifier, on leur rendrait leurs États, sinon, qu'ils seraient livrés aux bêtes. Ils restèrent fermes, et ils crachèrent au visage des idoles ; et on les conduisit au cirque, où l'on lâcha deux lions et quatre ours. Et ces animaux ne leur firent aucun mal ; au contraire, ils se mirent à les protéger. Alors on perça les martyrs à coups d'épée, et, après leur avoir lié les pieds, on les traîna et on les jeta près du temple du Soleil. Et, après qu'ils y eurent demeuré trois jours, le sous-diacre Quirin les recueillit et les ensevelit dans sa maison. Ils souffrirent vers l'an du Seigneur deux cent cinquante-trois. Au temps de Constantin, il fut révélé où étaient leurs corps, et ils furent transportés dans la ville de Pontien, où le Seigneur confère, par leur ministère, de grandes grâces au peuple. »

Traditionnellement en France, saint Abdon, n’existant que dans l’imaginaire populaire, était invoqué contre les orages (en résonance avec l’homophonie « saint Abdon », « Saint Tape Donc »).

## Abdon et Sennen en Catalogne

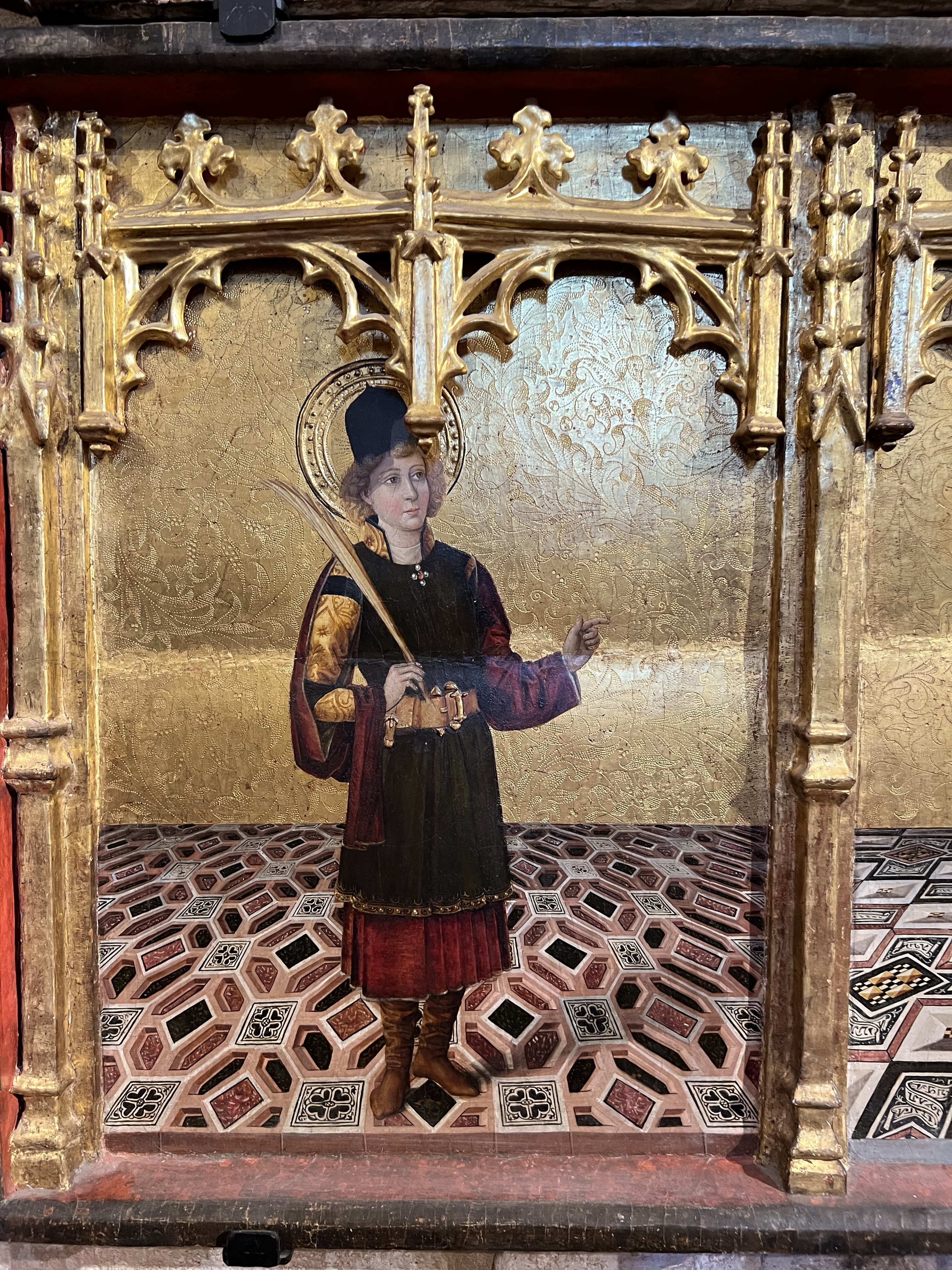
Saint Abdon. Prédelle du retable de la Visitation par le Maestro de Segorbe vers 1460. Cathédrale de Segorbe

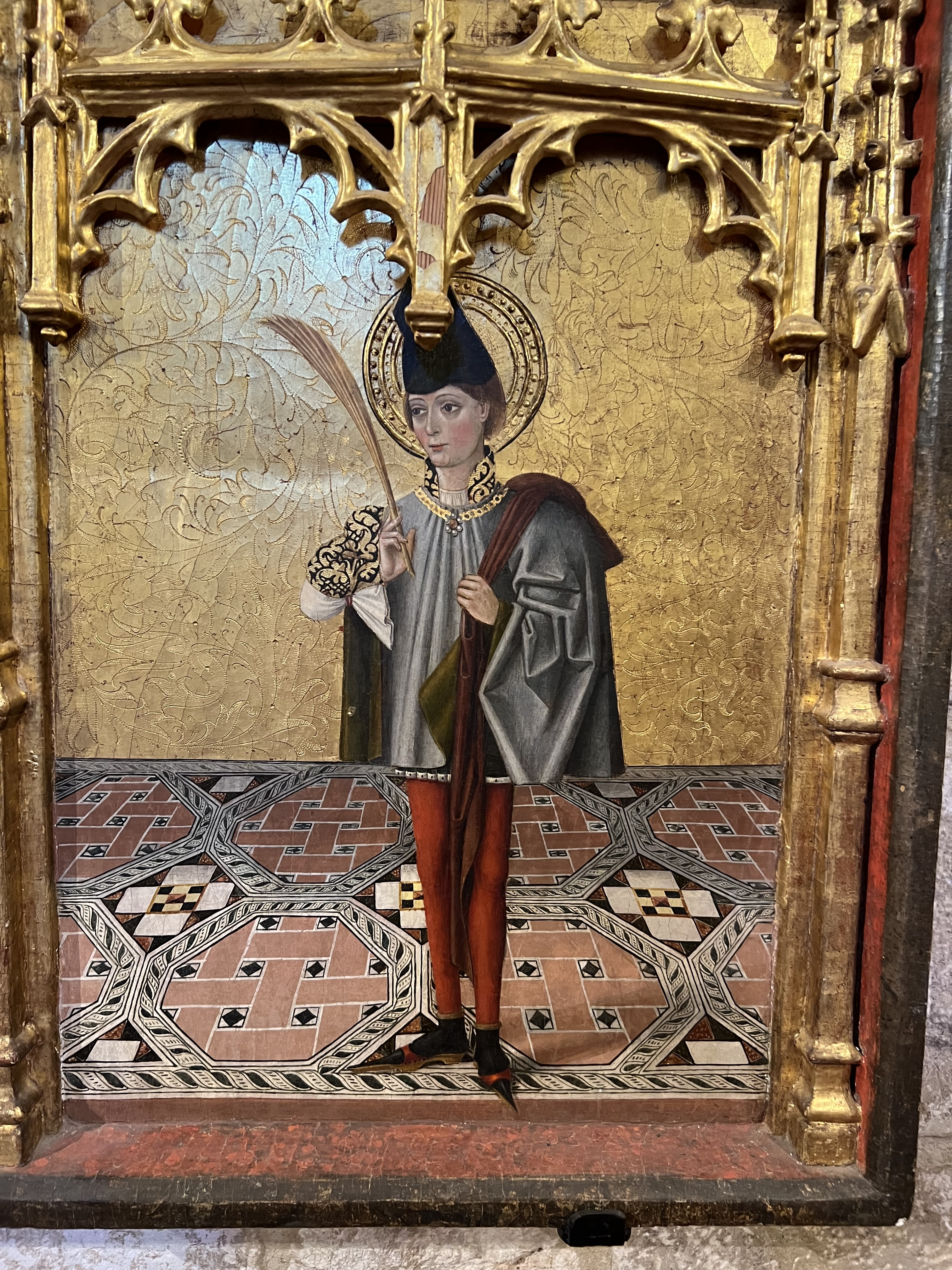
Saint Sennen. Prédelle du retable de la Visitation. Maestro de Segorbe vers 1460.

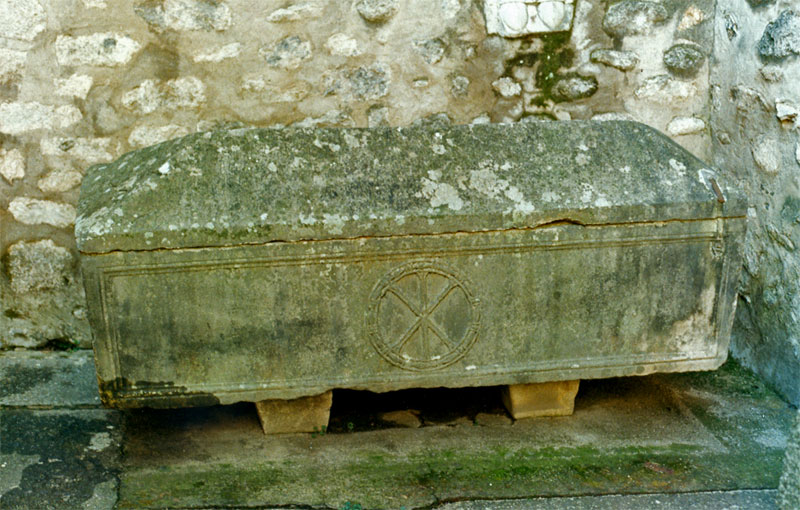
La Sainte Tombe à Arles-sur-Tech.

La légende postérieure a trait à l'épopée des reliques d'Abdon et Sennen. Aux alentours de l'an mil, la région d'Arles-sur-Tech (Pyrénées-Orientales) était en proie à des calamités sans fin, orages, grêle, et était hantée de créatures féroces, mi-bêtes sauvages, mi-démons, les simiots, qui terrorisaient les populations. Le prieur du monastère Sainte-Marie, l'abbé Arnulphe, décida de se mettre sous la protection de reliques de saints. Il partit pour Rome et, après bien des péripéties, revint avec les restes d'Abdon et de Sennen dans une barrique (le barillon) remplie d'eau. L'eau du barillon vidée dans un ancien sarcophage, il advint que cette eau, renouvelée en permanence, sans qu'on puisse en expliquer la provenance, avait des vertus miraculeuses : c'est la Sainte Tombe. Dès l'arrivée des reliques, les simiots disparurent, et Abdon et Sennen protégèrent le pays.
Ce tombeau sécrète de l'eau depuis qu'on y a déposé les reliques des saints Abdon et Sennen, alors même que les reliques ont disparu à une date indéterminée. Cette eau disposerait d'un « pouvoir » curatif au bout de neuf jours d'utilisation. Le phénomène a longtemps été considéré comme inexpliqué, et n'a été élucidé qu'en 1961 par les hydrologues Pérard, Honoré et Leborgne. Les travaux de 1961, confirmés par des études en 1999 et 2000, lient le remplissage de la tombe à la pluviométrie et à la porosité du couvercle. Le marbre utilisé pour le sarcophage a une origine différente et est étanche. L'eau de pluie s'infiltre dans le couvercle qui joue le rôle de réservoir et s'écoule dans le sarcophage. L'étude de remplissage du sarcophage montre qu'elle est liée à la pluviométrie, avec un décalage de 5 jours, temps nécessaire à l'eau pour s'infiltrer dans le marbre. Environ 30 % de l'eau de pluie qui atteint le couvercle est recueillie dans le sarcophage. La nature du phénomène permet également de comprendre la bonne qualité et la pureté de l'eau recueillie.
Dans le langage populaire, ces deux saints sont connus en Catalogne comme Sant Nin i Sant Non, protecteurs des champs et des potagers, notamment en ce qui concerne la grêle.

## Liste d'églises placées sous le patronage de ces saints
- France :
  - église Saint-Abdon-et-Saint-Sennen, Labéjan (Gers) ;
  - église Saint-Abdon-et-Saint-Sennen, Larroque-Engalin (Gers) ;
  - église Saint-Abdon-et-Saint-Sennen, Corbarieu (Tarn-et-Garonne)
  - église Saint-Abdon-et-Sennen, Drudas (Haute-Garonne)
  - église Saint-Abdon-et-Saint-Sennen, Saint-Senoux (Ille-et-Vilaine) ;
  - église Saints-Abdon-et-Sennen, Messac (Ille-et-Vilaine) ;
  - église Saints-Abdon-et-Sennen, Peyraube (Hautes-Pyrénées)
  - église Saint-Blaise-et-Saint-Abdon, Tronsanges (Nièvre) ;
  - église Saint-Abdon-et-Saint-Sennen, Golbey (Vosges) ;
  - chapelle du hameau de Cenat, commune de Saint-Didier-sur-Doulon (Haute-Loire) ;
  - chapelle Saint-Abdon à Arnay-sous-Vitteaux (Côte-d'Or) ;
  - chapelle Saint-Abdon-et-Saint-Sennen, rue Abdon à La Châtre (Indre), aujourd'hui détruite[10] ;
  - chapelle Saint-Abdon à Gournay (Indre)[11]
  - église Saint-Abdon-et-Saint-Sennen de Mazères (Ariège) ;
  - église Notre-Dame à Bellac (Haute-Vienne) ;
  - église Saint-Abdon-et-Saint-Sennen, Combejean, commune de Pierrerue (Hérault) ;
  - église Saint-Abdon-et-Saint-Sennen, Thillot (Meuse) ;
  - chapelle Saint-Abdon-et-Saint-Sennen, Eclassan au Montbard (Ardèche).
  - église de Dandesigny commune de Verrue (Vienne)[12]
- Royaume-Uni :
  - église Saint-Sennen (en), Cornouailles.

- Espagne :
  - Couvent des Capucins de l'Olleria ;
  - Ermitage de la montagne des Santos de la Piedra, Sueca ;
  - Inca (Majorque), patron de la ville.